# Бордей-Верде (комуна)
Бордей-Верде (рум. Bordei Verde) — комуна у повіті Бреїла в Румунії. До складу комуни входять такі села (дані про населення за 2002 рік):
- Бордей-Верде (1569 осіб) — адміністративний центр комуни
- Константін-Габрієлеску (844 особи)
- Лішкотянка (654 особи)
- Філіу

Комуна розташована на відстані 135 км на північний схід від Бухареста, 37 км на південний захід від Бреїли, 130 км на північний захід від Констанци, 53 км на південний захід від Галаца.

## Населення
За даними перепису населення 2002 року у комуні проживали 3067 осіб.
Національний склад населення комуни:
| Національність   | Кількість осіб | Відсоток |
| ---------------- | -------------- | -------- |
| румуни           | 3065           | 99,9%    |
| угорці           | 1              | < 0,1%   |
| росіяни-липовани | 1              | < 0,1%   |

Рідною мовою назвали:
| Мова      | Кількість осіб | Відсоток |
| --------- | -------------- | -------- |
| румунська | 3066           | > 99,9%  |
| угорська  | 1              | < 0,1%   |

Склад населення комуни за віросповіданням:
| Релігія        | Кількість осіб | Відсоток |
| -------------- | -------------- | -------- |
| православні    | 2949           | 96,2%    |
| п'ятдесятники  | 62             | 2,0%     |
| адвентисти     | 40             | 1,3%     |
| римо-католики  | 12             | 0,4%     |
| греко-католики | 2              | 0,1%     |
| реформати      | 1              | < 0,1%   |
| старообрядці   | 1              | < 0,1%   |